# Liste der denkmalgeschützten Objekte in Gaal
Die Liste der denkmalgeschützten Objekte in Gaal enthält die 7 denkmalgeschützten, unbeweglichen Objekte der Gemeinde Gaal in der Steiermark.

## Denkmäler
| Foto |                 | Denkmal                                                                          | Standort                                               | Beschreibung | Metadaten |
| ---- | --------------- | -------------------------------------------------------------------------------- | ------------------------------------------------------ | --- | --- |
| ja   | Datei hochladen | Flur-/Wegkapelle „Unterwirtkreuz“ HERIS-ID: 67534 Objekt-ID: 80507               | südöstlich von Gaal 36a, bei Gaal 31 Standort KG: Gaal | | BDA-Hist.: Q38116932 Status: § 2a Stand der BDA-Liste: 2025-06-30 Name: Flur-/Wegkapelle „Unterwirtkreuz“ GstNr.: 963 Unterwirtkreuz Gaal                |
| ja   | Datei hochladen | Kath. Pfarrkirche hl. Petrus und Friedhofsmauer HERIS-ID: 51064 Objekt-ID: 56626 | neben Gaal 35 Standort KG: Gaal                        | Barocke Pfarrkirche mit mittelalterlichem Kern, die nach dem großen Feuer von 1820 wieder aufgebaut wurde.                                                                                                 | BDA-Hist.: Q24250671 Status: § 2a Stand der BDA-Liste: 2025-06-30 Name: Kath. Pfarrkirche hl. Petrus und Friedhofsmauer GstNr.: .8, 983 Pfarrkirche Gaal |
| ja   | Datei hochladen | Johannes Nepomuk-Kapelle HERIS-ID: 67535 Objekt-ID: 80508                        | bei Ingering II 14 Standort KG: Ingering II            | Kapelle an der Einfahrt zum Schloss Wasserberg | BDA-Hist.: Q38116940 Status: § 2a Stand der BDA-Liste: 2025-06-30 Name: Johannes Nepomuk-Kapelle GstNr.: 1 Johannes-Nepomuk-Kapelle, Gaal                |
| ja   | Datei hochladen | Schloss, Burg-/Schlosskapelle HERIS-ID: 67533 Objekt-ID: 80506                   | Ingering II 14 Standort KG: Ingering II                | → Hauptartikel : Schloss Wasserberg f1 | BDA-Hist.: Q1345688 Status: § 2a Stand der BDA-Liste: 2025-06-30 Name: Schloss, Burg-/Schlosskapelle GstNr.: .1, 1 Schloss Wasserberg                    |
| ja   | Datei hochladen | Pirkachkapelle zur hl. Anna HERIS-ID: 67538 Objekt-ID: 80511                     | bei Ingering II 12 Standort KG: Ingering II            | → Hauptartikel : Pirkachkapelle zur hl. Anna f1 | BDA-Hist.: Q38116971 Status: § 2a Stand der BDA-Liste: 2025-06-30 Name: Pirkachkapelle zur hl. Anna GstNr.: .127 Pirkachkapelle zur hl. Anna             |
| ja   | Datei hochladen | Nischen-/Kapellenbildstock, Hofkreuz HERIS-ID: 67537 Objekt-ID: 80510            | bei Puchschachen 44 Standort KG: Puchschachen          | → Hauptartikel : Hofkreuz (Gaal) f1 | BDA-Hist.: Q38116963 Status: § 2a Stand der BDA-Liste: 2025-06-30 Name: Nischen-/Kapellenbildstock, Hofkreuz GstNr.: 470/2 Hofkreuz Gaal                 |
| ja   | Datei hochladen | Loretokapelle HERIS-ID: 67540 Objekt-ID: 80513                                   | Gaalgraben 44a, nördlich von Standort KG: Gaal         | Die kleine Lorettokapelle liegt etwa ein Kilometer nördlich des Sommertörls am Fuß des Rosenkogels in 1817 m Höhe. Das Holzgebäude wurde 1935 anstelle eines vom Blitz zerstörten Vorgängerbaus errichtet. | BDA-Hist.: Q38116977 Status: § 2a Stand der BDA-Liste: 2025-06-30 Name: Loretokapelle GstNr.: .188 Lorettokapelle Rosenkogel                             |